# Тарнувчин
Тарнувчин (пол. Tarnówczyn, нім. Tarnowker Busch) — село в Польщі, у гміні Краєнка Злотовського повіту Великопольського воєводства.
Населення — 48 осіб (2011).
У 1975-1998 роках село належало до Пільського воєводства.

## Демографія
Демографічна структура станом на 31 березня 2011 року:
|          | Загалом | Допрацездатний вік | Працездатний вік | Постпрацездатний вік |
| -------- | ------- | ------------------ | ---------------- | -------------------- |
| Чоловіки | 26      | 7                  | 17               | 2                    |
| Жінки    | 22      | 5                  | 14               | 3                    |
| Разом    | 48      | 12                 | 31               | 5                    |